# سلطان محمود خان
سلطان محمود خان (درگذشتهٔ ۱۴۰۲) آخرین خان خانات جغتای غربی (۱۳۸۸–۱۴۰۲) بود. او پسر سویورغاتمیش بود.
پس از درگذشت پدرش در سال ۱۳۸۸، سلطان محمود توسط تیمور به عنوان خان منصوب شد. همانند پدرش، سلطان محمود کاملاً بی‌قدرت بود و تنها به عنوان دست‌نشاندهٔ تیمور عمل می‌کرد. در دوران او، سکه‌هایی به نام او، اما به فرمان تیمور ضرب می‌شد. مرگ سلطان محمود در سال ۱۴۰۲ عملاً به سلسلهٔ خان‌های جغتای در ماوراءالنهر پایان داد؛ این خانات پیش‌تر نیز تنها نقشی صوری داشت. با اینکه نوهٔ تیمور، الغ‌بیگ، خان‌هایی را منصوب کرد، اما این خان‌ها حتی کم‌اهمیت‌تر از پیش بودند. از میان آنها، تنها ساتوق خان به دلیل تلاش برای تصرف عنوان خان در خانات مغولستان  شهرت داشت.
سلطان محمود با سعادت سلطان، نوهٔ تیمور از طریق پسرش عمر شیخ ازدواج کرد. دختر او، آقی سلطان خانیقه نیز همسر الغ‌بیگ، نوهٔ تیمور شد.
| پیشین: سویورغاتمیش | خان‌های جغتای غربی ۱۳۸۸–۱۴۰۲ | پسین: انحلال خانات |